# Splinter (The Offspring)
Splinter è il settimo album in studio del gruppo musicale statunitense The Offspring, pubblicato il 9 dicembre 2003 dalla Columbia Records.
Il suo titolo originale era Chinese Democrazy: You Snooze, You Lose, che faceva il verso ai Guns N' Roses ed al loro Chinese Democracy, in preparazione da molti anni ed uscito solamente nel 2008. Sotto minaccia di azione legale da parte di Axl Rose, il gruppo ha cambiato il titolo in Splinter, per evitare ritardi nella pubblicazione.
Dexter Holland ha però successivamente rivelato, nel 2009, che la band non intendeva seriamente "rubare" il titolo ai Guns N' Roses ma semplicemente far loro uno scherzo, il quale è andato oltre a quello che ci si aspettava.
Questo album è stato registrato dagli Offspring senza un batterista ufficiale dopo l'abbandono di Ron Welty. In questo disco è infatti presente Josh Freese.

## Tracce
Testi e musiche degli Offspring.
1. Neocon – 1:06
2. The Noose – 3:18
3. Long Way Home – 2:23
4. Hit That – 2:49
5. Race Against Myself – 3:32
6. (Can't Get My) Head Around You – 2:14
7. The Worst Hangover Ever – 2:58
8. Never Gonna Find Me – 2:38
9. Lightning Rod – 3:20
10. Spare Me the Details – 3:24
11. Da Hui – 1:42
12. When You're in Prison – 2:35

### Tracce fantasma MP3
- The Kids Aren't Alright (Island Style) – 5:08
- When You're in Prison (Instrumental) – 2:35

## Formazione
Gruppo
- Dexter Holland - voce, chitarra
- Greg K - basso, cori
- Noodles - chitarra, cori

Altri musicisti
- Josh Freese - batteria[5][3]
- Higgins (X-13) - cori in The Noose, Long Way Home, Da Hui e Hit That, tastiere in Hit That[5][16]
- Ronnie King - tastiere in Hit That
- Jim Lindberg, Jack Grisham - cori
- The 2002 Reading Festival Crowd - voce della folla in Neocon
- Mark Moreno - giradischi in The Worst Hangover Ever
- Phil Jordan - tromba in The Worst Hangover Ever
- Jason Powell - sassofono in The Worst Hangover Ever
- Erich Marbach - trombone in The Worst Hangover Ever
- Juan Alvarez - campana in The Worst Hangover Ever (registrata al "King Neptune's", Sunset Beach, CA)
- Brendan O'Brien - pianoforte in Spare Me the Details
- Lauren Kinkade - cori in When You're in Prison
- Suzie Katayama - primo violino, violini, violoncello e arpa orchestrati e diretti in When You're in Prison

## Classifiche
| Classifica (2003) | Posizione massima |
| ----------------- | ----------------- |
| Australia         | 12                |
| Austria           | 10                |
| Belgio (Fiandre)  | 70                |
| Belgio (Vallonia) | 71                |
| Canada            | 16                |
| Finlandia         | 33                |
| Francia           | 19                |
| Germania          | 31                |
| Italia            | 40                |
| Nuova Zelanda     | 27                |
| Paesi Bassi       | 98                |
| Regno Unito       | 27                |
| Stati Uniti       | 30                |
| Svezia            | 56                |
| Svizzera          | 13                |